# Ryan Hansen
Pour les articles homonymes, voir Hansen.
Ryan Hansen est un acteur américain né le 5 juillet 1981 à Fountain Valley, dans l'État de Californie dans le Comté d'Orange.
Il est surtout connu pour interpréter le rôle de Dick Casablancas dans la série Veronica Mars (2004-2007 et 2019). Depuis il a eu des petits rôles dans les séries, Party Down, Friends with Benefits, Burning Love (en), 2 Broke Girls, Bad Judge et Bad Teacher.

## Biographie
Ryan Albert Hansen, est né le 5 juillet 1981 à Fountain Valley en Californie dans le Comté d'Orange, et a grandi à El Cajon, en Californie, mais a depuis déménagé avec sa femme, Amy Hansen, à Los Angeles.
Il a un frère, Jay Hansen.
Il a souvent participé à des œuvres humanitaires notamment l'organisation caritative Invisible Children qui a été fondée par son beau-frère, le réalisateur Jason Russell (en).

### Vie privée
Il est marié depuis juin 2004 à Amy Russell. Ensemble ils ont trois filles : Crosby Jane Hansen, née en 2009, Millie Magnolia Hansen, née en 2012, et Everett Eloise Hansen, née en 2015.
Il est très proche de Kristen Bell, l’héroïne de la série Veronica Mars, et de son mari Dax Shepard,. Sa femme Amy est une ancienne colocataire de Kristen Bell. Lui et sa femme, Amy Hansen, ont vécu avec Kristen Bell pendant deux ans jusqu'à la naissance de leur premier enfant.
Il est également un proche ami d'Ashley Tisdale.

## Carrière

### Cinématographique
En 2012, il a eu un rôle de secondaire dans le film Hit and Run de Dax Shepard aux côtés de Dax Shepard, Kristen Bell, Bradley Cooper Joy Bryant et Michael Rosenbaum.
En 2016, il participe au film XOXO : Carpe Diem de Christopher Louie  DJ Avilo aux côtés de Sarah Hyland et Graham Phillips. Il sort fin août sur Netflix.
En 2017, il joue dans CHiPs, une comédie policière américaine réalisée par Dax Shepard. Ce film est l'adaptation cinématographique de la série télévisée du même nom, créée par Rick Rosner (également le producteur du film), diffusée entre le 15 septembre 1977 au 18 septembre 1983. Il est aux côtés de ses amis Kristen Bell et de son mari Dax Shepard, acteur et réalisateur du film, ainsi que les acteurs Michael Peña, Adam Brody,.
La même année, il joue dans la comédie Le Mariage de mon ex (en), réalisé et écrit par Ryan Eggold avec Cobie Smulders, Justin Long, Dana Delany et Lea Thompson.
En 2018, il participe au film Dog Days de Ken Marino aux côtés d'Eva Longoria, Nina Dobrev, Vanessa Hudgens, et Finn Wolfhard. En mai de cette année, il rejoint également la distribution de la comédie Friendsgiving (en), réalisé par Nicol Paone aux côtés de Malin Akerman, Aisha Tyler, Kat Dennings, Jane Seymour,.
En mars 2019, il a été choisi comme premier rôle masculin, Adam, dans le film Adam et Eve de Jon Beckerman aux côtés d’Odette Annable dans le rôle d’Ève.
La même année, il rejoint le casting principal de Fantasy Island, un film d'horreur surnaturel américain réalisé par Jeff Wadlow. Il est basé sur la série télévisée du même nom et met en vedette Michael Peña, Lucy Hale, Maggie Q, Portia Doubleday, et Jimmy O. Yang. La date de sortie du film est fixé au 28 février 2020.

### Télévisuelle

#### Veronica Mars

Logo original de la série télévisée Veronica Mars.

En 2004, il décroche un rôle principal dans la série Veronica Mars en interprétant Dick Casablancas, un ado riche de 17 ans aux côtés de Kristen Bell. La série a été diffusée du 22 septembre 2004 au 22 mai 2007.
La série obtient les faveurs des critiques, cependant, en raison de ses audiences jugées trop en deçà des espérances de la chaîne, la série est menacée d’annulation à la fin de chaque saison. Elle est cependant soutenue par des milliers de fans, notamment en envoyant des barres Mars aux dirigeants de la chaîne afin de la sauver. La série est finalement arrêtée après trois saisons malgré tous les efforts faits par les fans et les membres de la production.
Entre-temps, le 13 mars 2013, le scénariste Rob Thomas et Kristen Bell ont lancé une « campagne Kickstarter », plateforme de financement participatif, afin de réaliser un film tiré de la série Veronica Mars. Rob Thomas espère alors récolter deux millions de dollars de dons, soit la somme la plus importante jamais demandée par un projet de film via Kickstarter.
L'objectif a été atteint en moins de onze heures et à peine vingt-quatre heures plus tard, le projet a reçu près de 3,3 millions de promesses de dons, une somme record qui dépasse déjà les attentes de Rob Thomas. Le 14 mars 2014, le film sort aux États-Unis. Étant un film indépendant issu d'un financement participatif et non distribué par un grand studio, le film sort dans quelques salles aux États-Unis, obtient des critiques positives et atteint 3 485 127 millions de dollars de recettes. En France, il sort le même jour, mais seulement en vidéo à la demande,.
En 2019, il incarne une nouvelle fois le personnage, Dick Casablancas, et ce, pour une quatrième saison distribuée par la plateforme Hulu. Cette saison inédite est composée de huit épisodes d'une heure. Elle est disponible depuis le 19 juillet 2019 sur la plateforme Hulu aux États-Unis.

#### Depuis 2009
De 2009 à 2010, il a tenu le rôle de Kyle Bradway dans la série Party Down aux côtés d'Adam Scott, Ken Marino, Jane Lynch et Lizzy Caplan. La série est créée par Rob Thomas, créateur de la série Veronica Mars. Elle est diffusée du 20 mars 2009 au 25 juin 2010 sur Starz. La série est annulée, au bout de deux saisons.
En 2011, il a été choisi pour jouer dans la série Friends with Benefits aux côtés de Danneel Ackles et Jessica Lucas. NBC annule la série au bout de treize épisodes.
Entre 2012 à 2017, il a tenu le rôle d'Andy Candy dans la série 2 Broke Girls aux côtés de Kat Dennings et Beth Behrs durant 12 épisodes. La série a été diffusée sur CBS du 19 septembre 2011 au 17 avril 2017.
En 2014, il a été choisi pour jouer dans la série Bad Teacher. Il s'agit de l'adaptation télévisuelle du film Bad Teacher sorti en 2011. Il joue aux côtés de Sara Gilbert et Ari Graynor.  Le 10 mai 2014, CBS annule la série au bout de treize épisodes.
Entre 2014 et 2015, il est choisi pour jouer le rôle principal masculin aux côtés de Kate Walsh dans la série Bad Judge. Le 31 octobre 2014, la série est annulée, au bout de treize épisodes.
Il a joué dans un film intitulé Agents presque secrets réalisé par Rawson Marshall Thurber en 2016 et produit par Beau Bauman. Ils avaient mentionné vouloir développer quelque chose avec lui s'il avait une idée de ce qu'il voulait faire. Ils ont donc rencontré quelques écrivains pour essayer de penser à quelque chose à faire et les mois passent et rien ne vient vraiment. Ensuite, Rawson lui a envoyé un script "Ryan Hansen Solves Crimes on Television ". Ils ont ensuite vendu l'émission à YouTube Premium pour 900 millions de dollars.
De 2017 à 2019, il devient alors la vedette de la comédie Ryan Hansen Solves Crimes on Television diffusée sur YouTube Premium. La série met en vedette un certain nombre de stars comme Kristen Bell, Dax Shepard, Adam Scott, Eric Christian Olsen, Riley Voelkel, Lucy Hale, Jane Lynch...

## Filmographie

### Cinéma
- 2005 : Death by Engagement de Philip Creager : Michael Micelli
- 2007 : Palo Alto, CA de Brad Leong : Anthony
- 2008 : Super Héros Movie (Superhero Movie) de Craig Mazin : Lance Landers
- 2008 : Sherman's Way de Craig M. Saavedra : Kevin
- 2009 : Vendredi 13 (Friday the 13th) de Marcus Nispel : Nolan
- 2009 : House Broken : Elliot Cathkart
- 2010 : BoyBand de Jon Artigo : Tommy
- 2010 : Brother's Justice de Dax Shepard et David Palmer : Lance Jeung
- 2010 : The LXD : The Legion of Extraordinary Dancers de Jon Chu, Ryan Landels et Charles Oliver : Brendan Broman
- 2011 : Bad Actress de Robert Lee King : Russell Pillage
- 2012 : Hit and Run de Dax Shepard : Alan
- 2012 : Last Call de Greg Garthe : Phil
- 2013 : G.I. Joe : Conspiration (G.I. Joe: Retaliation) de Jon Chu : Grunt
- 2014 : Veronica Mars, le film de Rob Thomas : Dick Casablancas
- 2014 : Friended to Death de Sarah Smick : Michael Harris
- 2015 : Jem et les Hologrammes (Jem and the Holograms) de Jon Chu : Stephen, le garde
- 2016 : Agents presque secrets (Central Intelligence) de Rawson Marshall Thurber : Steve
- 2016 : Bad Santa 2 de Mark Waters : Regent Hastings
- 2016 : XOXO de Christopher Louie : DJ Avilo
- 2017 : CHiPs de Dax Shepard : Brian Grieves
- 2017 : Le Mariage de Mon Ex (Literally, Right Before Aaron) de Ryan Eggold : Aaron
- 2018 : Dog Days de Ken Marino : Peter
- 2019 : Unicorn Store de Brie Larson : Brock
- 2019 : The Turkey Bowl de Greg Coolidge : Hodges
- 2020 : Nightmare Island (Fantasy Island) de Jeff Wadlow : J.D
- 2020 : Lady Business (Like a Boss) de Miguel Arteta : Greg
- 2020 : Friendsgiving de Nicol Paone : Gunnar
- 2021 : Good on Paper de Kimmy Gatewood : Dennis
- 2022 : Who invited them de Ducan Birmingham : Adam

#### Courts métrages
- 2014 : Let's Get Digital de Daryl Wein (en) : Matt
- 2014 : Mr Maple Leaf de Daniella Eisman : Jason

### Télévision

#### Séries télévisées
- 2001 : Ally McBeal : un étudiant
- 2001 : La Famille de mes rêves (The Geena Davis Show) : Larry
- 2002 : Power Rangers : Force animale (Power Rangers : Wild Force) : in pilote
- 2003 : Parents à tout prix (Grounded for Life) : Matt
- 2003 : Hunter : Ron
- 2004 : Las Vegas : Jared
- 2004 : La Famille en folie (Like Family) : Dell
- 2004–2019 : Veronica Mars : Dick Casablancas
- 2005–2006 : Phénomène Raven (That's So Raven) : J.J.
- 2008 : Gossip Girl : Shep
- 2009 : Rockville CA : Chambers
- 2009–2010 et 2023 : Party Down : Kyle Bradway
- 2010 : Cherche partenaires désespérément (Friends with Benefits) : Ben Lewis
- 2011 : Childrens Hospital : Kyle Bradway
- 2012 : Happy Endings : Jeff
- 2012 : Key & Peele : Un homme
- 2012 : Best Friends Forever : Keith Kazakian
- 2012 : Royal Pains : Brady Wilkerson
- 2012 : Wedding Band : Cooper
- 2012 : Parenthood : Luke
- 2012–2013 : Burning Love : Le serveur / Blaze
- 2012–2013 : The League : Ben
- 2012–2017 : 2 Broke Girls : Andy Candy
- 2013 : House of Lies : Johnno
- 2013 : Parenthood : Luke
- 2014 : Bad Teacher : Joel Kotsky
- 2014 : HelLA : Ryan
- 2014 : Play It Again, Dick : Lui-même
- 2014 : Hello Ladies : Un homme
- 2014–2015 : Bad Judge : Dr Gary Boyd
- 2015 : iZombie : Carson McComb
- 2015 : Resident Advisors : Doug
- 2015 : Newsreaders : Reese Ballard
- 2015 : Marry Me : Lee
- 2015 : Scheer-RL : Nick Lachey
- 2016 : Angie Tribeca : Wilson Phillips
- 2016 : Grandfathered : Chason
- 2016–2020 : American Dad! : Chad
- 2017 : The Mindy Project : Dr Michael Lancaster
- 2017 : Santa Clarita Diet : Bob Jonas
- 2017 : Portlandia : Dax
- 2017 : American Housewife : Zach
- 2017 : Pillow Talk : Nicky
- 2017 : Me, Myself and I : Justin
- 2017–2018 : Teachers : Brent
- 2017–2019 : Ryan Hansen Solves Crimes on Television : lui même
- 2018 : Bienvenue chez les Huang (Fresh Off the Boat) : Mr Grant, l'enseignant d'Eddy
- 2020 : Bless This Mess : Matt

#### Téléfilms
- 2001 : Motocross (Motocrossed) de Steve Boyum : Un garçon
- 2006 : Le Feu sur la glace 2, en route vers la gloire (The Cutting Edge : Going for the Gold) de Sean McNamara : Scottie
- 2011 : Lovelives de Rob Greenberg : Tim
- 2012 : El Jefe de Michael Patrick Jann : Josh Turkus
- 2012 : Before We Made It d'Andy Ackerman
- 2015 : Semi-Charmed Life de Danny Jelinek : Grover Foster
- 2019 : Adam & Eve de Jon Beckerman : Adam